# Laternea
Laternea is een geslacht van schimmels in de familie Phallaceae. De typesoort is Laternea triscapa.

## Soorten
Volgens Index Fungorum telt het geslacht zeven soorten (peildatum maart 2023): 
| Soortnaam             | Auteur(s)                         | Publicatiejaar |
| --------------------- | --------------------------------- | -------------- |
| Laternea brasiliensis | (E. Fisch.) Long & Stouffer       | 1948           |
| Laternea columnata    | Nees                              | 1858           |
| Laternea cristata     | Lloyd                             | 1924           |
| Laternea dringii      | A. López, D. Martínez & J. García | 1981           |
| Laternea pusilla      | Berk. & M.A. Curtis               | 1868           |
| Laternea spegazzinii  | Lloyd                             | 1909           |
| Laternea triscapa     | Turpin                            | 1822           |